# Margarete Trappe
Margarete Trappe, geborene Zehe (* 3. August 1884 in Petersdorf bei Sagan; † 5. Juni 1957 in Momella, Tansania) war eine deutsch-britische Großwildjägerin.

## Leben
Geboren als Tochter eines schlesischen Rittergutsbesitzers wanderte sie 1906 mit ihrem Mann Ulrich Trappe nach Deutsch-Ostafrika (Tanganjika) aus, um dort eine Farm zu betreiben. 1909 wurde ihre Tochter Ursel geboren, gefolgt von Sohn Ulrich 1911 und Sohn Rolf 1913. 1927 wurde ihre Tochter Rosi geboren. 1928 wurde sie von Ulrich Trappe geschieden.
Neben der Unterhaltung der Farm war sie immer wieder auch als Jägerin und Führerin von Jagdgesellschaften aktiv, die gerade zu Beginn des 20. Jahrhunderts sehr populär waren. Nach der Niederlage des Deutschen Reiches im Ersten Weltkrieg und dem damit verbundenen Verlust der deutschen Kolonien wechselte sie die Staatsbürgerschaft und wurde Britin, um weiterhin in Tanganjika, dem späteren Tansania, bleiben zu dürfen.
Aufgrund ihres ungewöhnlichen Lebenslaufes, insbesondere als weiße Frau in einem afrikanischen Land, und ihres fairen Verhaltens gegenüber den einheimischen Massai und den Tieren wurde sie in Tansania sehr bekannt. Man nannte sie dort die „Mutter der Massai“.
Nach ihrem Tod verpachtete ihr Sohn Rolf 1961 die Farm an Paramount Pictures für Howard Hawks’ Film Hatari!. Später beteiligten sich Jim Mallory und Hardy Krüger an der Farm und betrieben die Momella Game Lodge. Später ging die Farm im Arusha National Park auf. Ein Teil von Momella wird heute von Hatari Lodge Safaris betrieben.
Die Söhne von Rolf Trappe (Rolf jun. genannt Putchi und Richard bzw. Ricky) sind wie ihre Großmutter Professional Hunter geworden. Rolf jun. ist ein Patensohn von Ernest Hemingway.
Vom ZDF wurde ihr 2006 in dem Doku-Drama Momella – Eine Farm in Afrika mit Christine Neubauer in der Hauptrolle ein filmisches Denkmal gesetzt. Das Drehbuch basiert auf dem biographischen Werk Am Fuße des Meru von Gerd von Lettow-Vorbeck; ein weiterer Schauspieler ist Horst Janson.
Hardy Krüger widmet in seinem Tagebuch-ähnlichen Bericht Eine Farm in Afrika. Mein Momella, von 1970, ein längeres Kapitel, genannt 2. Blatt, „der Gründerin Momellas, Margarete Trappe, deren Name in Ostafrika zur Legende wurde“.

## Fiktionale Erwähnungen von Margarete Trappe
In dem amerikanischen Spielfilm Young Indiana Jones and the Phantom Train of Doom aus der Reihe Die Abenteuer des jungen Indiana Jones kämpft Margarete Trappe (gespielt von Lynsey Baxter) während des Ersten Weltkrieges auf Seiten der deutschen Schutztruppe und befreit in einer kühnen Einzelaktion Oberst Paul von Lettow-Vorbeck aus der Hand der Alliierten.
Tatsächlich organisierte Trappe in den Jahren des Ostafrika-Feldzuges Nachschublieferungen für die deutschen Verbände und kam, als ausgezeichnete Schützin, bei Freund und Feind zu hohen Ehren.

## Notizen
1. ↑  Mit zahlreichen Illustrationen von Francesca Krüger, Fototeil mit ca. 25 schwarzweiß-Fotos der Zeit, darunter die Momella-Farm in den 1960er Jahren, also nach Trappes Tod. Rowohlt, Reinbek 1970 u. ö. ISBN 978-3-498-03415-3, S. 41–61. Das erste der Fotos zeigt Trappe auf einem Pferd reitend, nach S. 128, undatiert

| Personendaten    | Personendaten                          |
| ---------------- | -------------------------------------- |
| NAME             | Trappe, Margarete                      |
| ALTERNATIVNAMEN  | Zehe, Margarete (Geburtsname)          |
| KURZBESCHREIBUNG | deutsche und britische Großwildjägerin |
| GEBURTSDATUM     | 3. August 1884                         |
| GEBURTSORT       | Petersdorf bei Sagan                   |
| STERBEDATUM      | 5. Juni 1957                           |
| STERBEORT        | Momella, Tansania                      |